# Jerónimo Moniz
Jerónimo Moniz de Lusignan (- 31 de Março de 1526) foi um nobre português, moço fidalgo da Casa de El-Rei D. Manuel e depois da morte do seu pai reposteiro-mor do mesmo rei

## Dados genealógicos
Era filho de Febo Moniz de Lusignan, reposteiro-mor. 
Casou com D. Violante da Silva, filha de João de Saldanha, veador da Casa da Rainha D. Leonor e da Imperatriz D. Isabel, e de sua mulher D. Joana de Lima, de quem teve̙ː
- João Moniz da Silva, que faleceu em 1544, sem ter casado nem deixado geração[1].
- Febo Moniz de Lusignan (II).
- António Moniz (Lisboa - Roma em 1546). Entrou para a Companhia de Jesus, no colégio de Coimbra, em 27 de Janeiro de 1544[3].